# Tramwaje Szczecińskie
Tramwaje Szczecińskie – spółka prawa handlowego powstała 1 stycznia 2009 roku z przekształcenia MZK Szczecin. Zajmuje się realizacją transportu tramwajowego na terenie miasta Szczecin.
Do zadań spółki należy:
- Świadczenie usług przewozowych w tramwajowej komunikacji miejskiej w granicach administracyjnych Szczecina.
- Prowadzenie remontów, konserwacji i modernizacji eksploatowanych obiektów, taboru i urządzeń liniowych.
- Zarządzanie powierzonym mieniem.

## Tramwaje

### Tabor
Spółka Tramwaje Szczecińskie eksploatuje obecnie następujące typy tramwajów:
| Typ                      | Rozpoczęcie eksploatacji | Rocznik                | Numery taborowe                                      | Liczba wozów           | Zajezdnia Pogodno | Zajezdnia Golęcin |
| ------------------------ | ------------------------ | ---------------------- | ---------------------------------------------------- | ---------------------- | ----------------- | ----------------- |
| Konstal 105Ng/2015       | 2015                     | 1981, 1984, 1990, 1991 | 531-542                                              | 12                     | X                 | 12                |
| Konstal 105N2k/S/2000    | 2001                     | 2000, 2001, 2007       | 777, 778, 781-798                                    | 20                     | X                 | 20                |
| Moderus Alfa HF 09       | 2008                     | 2008                   | 501, 502                                             | 2 (razem z doczepą)    | X                 | 2                 |
| Moderus Alfa HF 10 AC    | 2011                     | 2011-2013              | 503-514                                              | 12 (razem z doczepami) | X                 | 12                |
| Moderus Beta MF 15 AC    | 2014, 2015               | 2014                   | 601, 602                                             | 2                      | 2                 | X                 |
| Moderus Beta MF 25 AC    | 2018                     | 2018                   | 603, 604                                             | 2                      | 2                 | X                 |
| Moderus Beta MF 29 AC BD | 2020                     | 2020                   | 621-626                                              | 6                      | 6                 | X                 |
| Tatra KT4DtM             | 2006                     | 1983, 1985-1987        | 101,102, 104-149, 151-173                            | 71                     | 69                | 2                 |
| Tatra T6A2D              | 2008                     | 1988, 1989, 1991       | 202-203, 205-213, 215-223, 225-228, 231-235, 238-252 | 44                     | 11                | 33                |
| Pesa Swing 120NaS        | 2011                     | 2010, 2011             | 801-806                                              | 6                      | 6                 | X                 |
| Pesa Swing 120NaS2       | 2013                     | 2013, 2014             | 807-828                                              | 22                     | 22                | X                 |
| Razem                    | Razem                    |                        |                                                      | 199                    | 118               | 81                |